# IC 379
IC 379  ist eine Balken-Spiralgalaxie vom Hubble-Typ SBab im Sternbild Eridanus am Südsternhimmel. Sie ist schätzungsweise 406 Millionen Lichtjahre von der Milchstraße entfernt und hat einen Durchmesser von etwa 145.000 Lj.
Das Objekt wurde am 9. Februar 1893 vom französischen Astronomen Stéphane Javelle entdeckt.